# شهرک شهید نامجو (بندرعباس)
شهرک شهید نامجو، روستایی در دهستان ایسین بخش مرکزی شهرستان بندرعباس در استان هرمزگان ایران است.

## جمعیت
بر پایه سرشماری عمومی نفوس و مسکن در سال ۱۳۹۵، جمعیت این روستا برابر با ۱٬۰۱۷ نفر (۳۲۹ خانوار) بوده است.